# Santax
El Santax fue un automóvil francés manufacturado por Cyclecars Le Santax de Paris desde 1920 hasta 1927. Un pequeño ciclomotor construido con motores Anzani monocilíndricos de 120 cc , que debe su nombre a estar libre de impuestos debido a su pequeño motor.
Hubo otro modelo de 500 cc en 1926 .